# Sirig
Sirig (cyr. Сириг) – wieś w Serbii, w Wojwodinie, w okręgu południowobackim, w gminie Temerin. W 2011 roku liczyła 2939 mieszkańców.